# Alexandre Sterling
Pour les articles homonymes, voir Sterling.
Alexandre Sterling est un acteur français, né le 16 février 1966 à Paris.

## Biographie
Il est Laurent Dorval dans Les Deux Berges (1978) et Douze heures pour mourir ; Mathieu, le premier amour de Victoire Beretton interprétée par Sophie Marceau dans La Boum 1 et La Boum 2 et l'adolescent Christian dans L'Enfant et les Magiciens.

Il joue également dans Les parents ne sont pas simples cette année, un film de Marcel Jullian dans lequel il retrouve l'une de ses partenaires de La Boum, Alexandra Gonin.
Il a par ailleurs joué dans un téléfilm lorsqu'il était enfant. Ce téléfilm, tourné dans le Nord et principalement à Tourcoing, s'appelait L'enfant séparé, diffusé le 13.10.1978 sur FR3.
Parallèlement, Alexandre Sterling a enregistré quelques 45 tours entre 1984 et 1991. Seul Bal à Buckingham en 1990 remporta un succès timide.

## Discographie
- 1984 : Simplement un peu d'amour. Cette chanson a été écrite par Guy Thomas[1].
- 1988 : Oh, l'amour
- 1990 : Bal à Buckingham
- 1991 : J'ai peur de t'aimer

## Théâtre
- 1978 : Mon père avait raison de Sacha Guitry, mise en scène de Jean-Laurent Cochet, Théâtre Hébertot.

## Filmographie

### Cinéma
- 1980 : Les Turlupins, film de Bernard Revon : Un élève de la classe de seconde. Sorti en France le 27 février 1980[2]
- 1980 : La Boum, film de Claude Pinoteau : Mathieu. Sorti en France le 17 décembre 1980[3]
- 1981 :  Allons z'enfants, film de Yves Boisset. Sorti en France le 4 mars 1981[4]
- 1982 :  La Boum 2, film de Claude Pinoteau : Mathieu. Sorti en France le 8 décembre 1982[5]
- 1983 :  Vous habitez chez vos parents ?, film de Michel Fermaud : François Martell. Sorti en France le 10 août 1983[6]
- 1983 :  L'Été de nos quinze ans, film de Marcel Jullian : François. Sorti en France le 2 février 1983[7]
- 1984 :  Les parents ne sont pas simples cette année, film de Marcel Jullian : Paul. Sorti en France le 8 février 1984[8]
- 1984 :  The Frog Prince, film de Brian Gilbert : Jean-Philippe. Sorti aux USA le 21 février 1986[9]
- 1986 :  Le Couteau sous la gorge, film de Claude Mulot : Nicolas Béraud. Sorti en France le 18 juin 1986[10]

### Télévision
- 1978 : Les Deux Berges de Patrick Antoine : Laurent Dorval[11]
- 1979 : Au théâtre ce soir : La Gueule du loup de Stephen Wendt, adaptation Marc-Gilbert Sauvajon, mise en scène René Clermont, réalisation Pierre Sabbagh, Théâtre Marigny

- 1980 : Papa Poule, série de Roger Kahane : Jacques. Diffusé en France le 17 octobre 1980[12]
- 1980 : Douze heures pour mourir, téléfilm de Abder Isker : Laurent Dorval[13]
- 1981 : Les Fiancées de l'Empire, téléfilm de Jacques Doniol-Valcroze : Nicolas. Diffusé en France le 2 janvier 1981 sur Antenne 2[14]
- 1982 : Les Secrets de la princesse de Cadignan, téléfilm de Jacques Deray d'après Honoré de Balzac : le duc de Maufrigneuse. Diffusé en France le 9 juin 1982[15]
- 1982 : L'enfant et les magiciens, téléfilm de Philippe Arnal : Christian adolescent. Diffusé en France le 1er septembre 1982[16]
- 1983 : La dernière cigarette, téléfilm de Bernard Toublanc-Michel : Pascal. Diffusé en France le 10 février 1983[17]
- 1984 : Des grives aux loups, téléfilm de Philippe Monnier : Jacques à 17 ans. Diffusé en France le 5 octobre 1984[18]
- 1995 : François Kleber : Le pas en avant (série policière) : L'inspecteur à l'hôtel. Diffusé en France le 20 avril 1995 sur TF1[19]
- 2005 : Premiers pas, documentaire de Jérôme Bertin et Olivier Farine. Diffusé en France le 10 mai 2005[20]

### Doublage
Films
- 1995 : Traque sur Internet : ? ( ? )
- 2001 : Kate et Léopold : le faux Emeril (Francis Dumaurier)
- 2002 : Plus jamais : ? ( ? )
- 2002 : xXx : ? ( ? )

Film d'animation
- 2004 : Le Roi lion 3 : Flinchy

Série télévisée
- 1978 : heidi : Peter, le chevrier : (Stefan Arpagaus)
- 2001 : Frères d'armes : le sergent Donald Malarkey (Scott Grimes) (mini-série)